# Gamazada

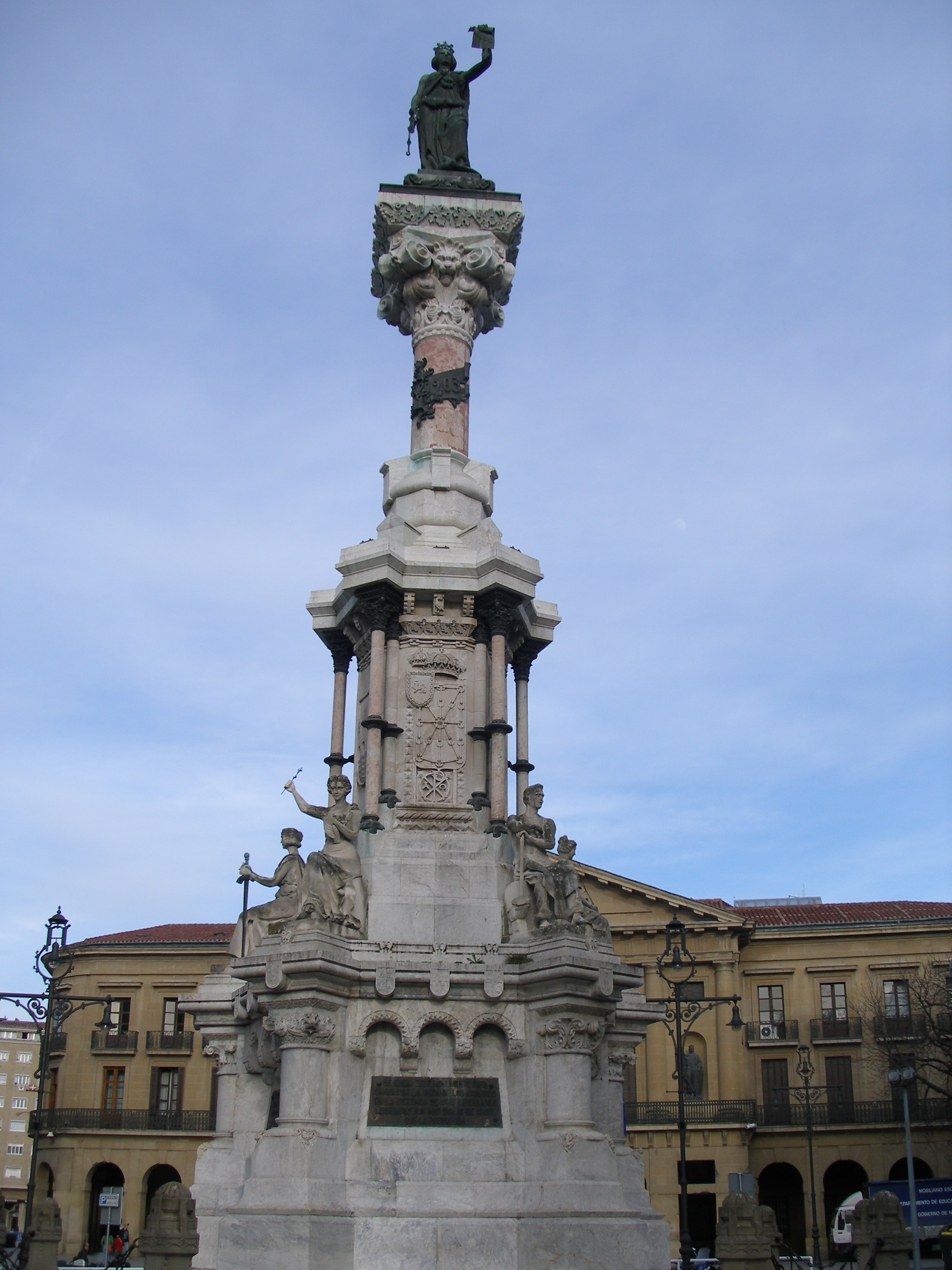
Monumento aos Forais de Navarra, comemorativo da Gamazada

A Gamazada foi um movimento popular ocorrido em Navarra, Espanha, quando o Ministro da Fazenda do governo espanhol, do Partido Liberal liderado por Práxedes Sagasta, Germán Gamazo, quis suprimir o regime foral de Navarra que tinha sido estabelecido pela Lei Paccionada de 1841. O movimento gerou uma grande mobilização do povo navarro e das suas instituições, tendo originado manifestações e recolha de assinaturas.

## História
As reivindicações dos forais (fueros)[a] bascos iniciaram-se em 1893 em Vitória, continuaram na Biscaia e daí alastraram a Navarra e São Sebastião, nesta última tendo-se registado incidentes trágicos. O ministro Germán Gamazo propôs aumentar a contribuição anual das províncias aforadas, autorizando o governo a aplicar em Navarra e nas províncias bascas o regime fiscal vigentes no resto de Espanha. A Deputação de Navarra, liberal e "quarentaeunista", protestou formalmente a 16 de maio e foi nisso apoiada pelos ayuntamientos e imprensa. A delegação enviada a Madrid para se encontrar com Gamazo fracassou. O diário libel El Eco de Navarra convocou manifestações nas cinco principais cidades de Navarra para 28 de maio. No domingo seguinte foi convocada outra grande manifestação em Pamplona.
Neste clima agitado produziu-se também uma revolta armada, iniciada na noite de 1 para de junho, liderada pelo sargento José López Zabalegui, chefe do destacamento do Forte Infanta Isabel de Puente la Reina. A revolta durou dois dias e além do sargento participaram nela dois soldados, dois residentes de Obanos e dois de Puente la Reina. Gritando "Vivam os Foros!" dirigiram-se a Arraiza, onde foram detidos por forças da Guarda Civil e do exército. O sargento e os de Obanos conseguiram fugir e chegar à fronteira francesa. Este incidente foi condenado pelo Eco de Navarra, que o descreveu como um «ato de demência levado a cabo por sete iludidos». A Deputação assegurou ao governador civil Andrés García Gómez de la Serna que se tratava de um episódio isolado e que «unanimemente rechaçavam os procedimentos violentos».
Pois se o Governo de Espanha

segue com as suas pretensões,

vão-se tomar em Navarra

sérias determinações.
À bandeira foral

todo o navarro se alista

e para o campo de batalha

sigamos todos a pista

para ir a concluir

com os nossos antiforalistas.
[...]
E se Dom Carlos promete

sob formal juramento

de respeitar para sempre

da Navarra os Forais,

que conte com os navarros

que irão prontamente defendê-los.
Pois também se nos oferecem,

como se fossem irmãos,

os valentes alaveses,

biscaínhos e guipuscoanos.
Vivam as quatro províncias

que sempre estiveram unidas

e nunca se separarão

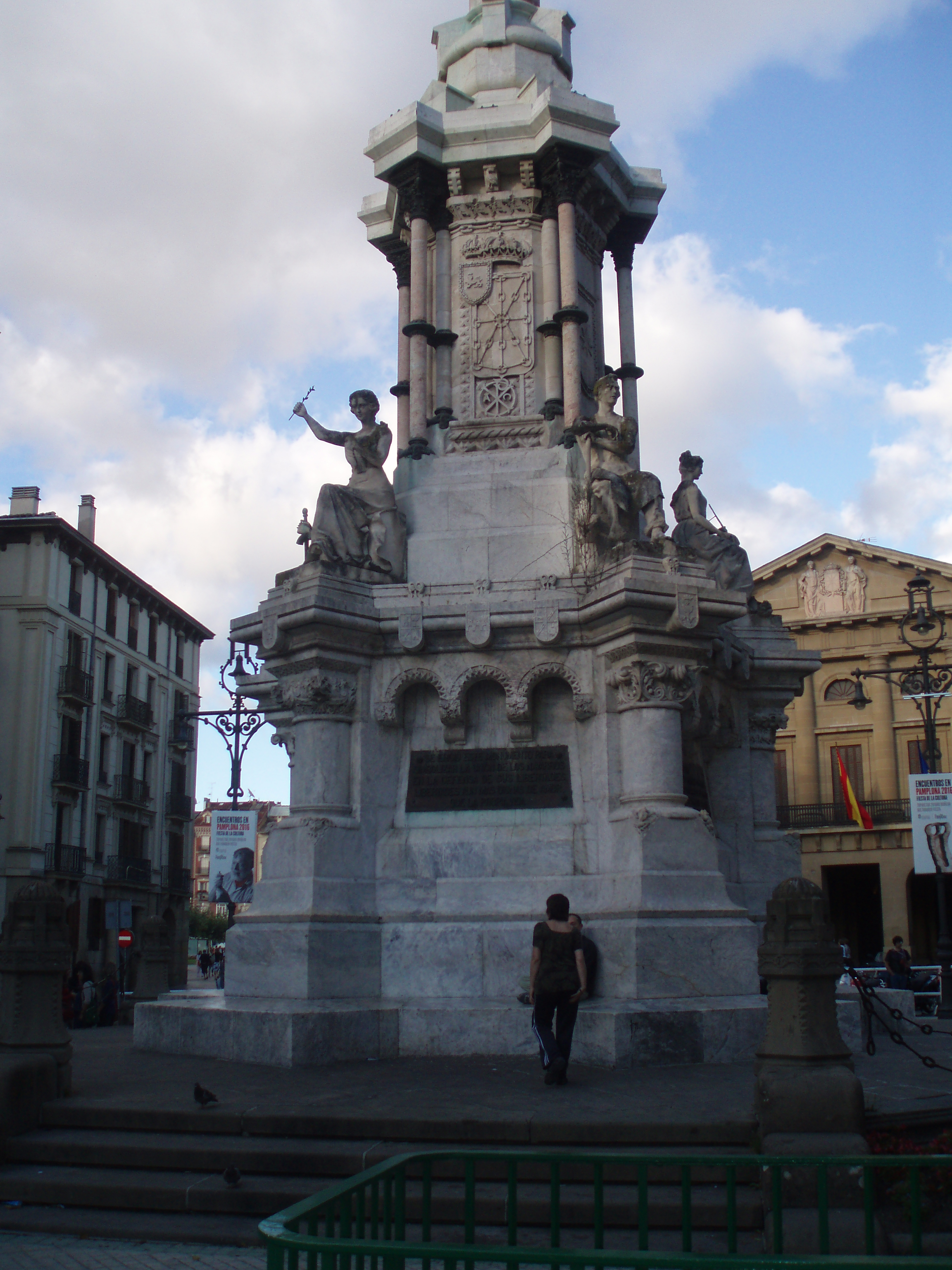
Parte inferior do Monumento aos Forais de Navarra

O governo, depois do incidente de Puente la Reina, não autorizou a manifestação de 4 de junho de 1893, o que não impediu que mais de 17 000 pessoas se juntassem, sem distinção de classes nem partidos políticos. A Corporação Foral, acompanhada de «distintas personalidades das províncias irmãs», foram ao Governo Civil, então situado no paseo de Sarasate, onde foram recebidos pelo governador. Foi a maior manifestação se tinha conhecido em Navarra até à data. A Deputação pediu à população através de panfletos «ordem e atitude de protesto unânime contra o artigo 17 do projeto de orçamentos» e «nada de gritos nem de alardes inconvenientes!». Apesar disso, as diversas forças políticas não se inibiram de entoar as suas palavra de ordem:
- Paz y Fueros! (Deputação)
- Viva Navarra! Vivan los Fueros y Viva Navarra y sus Fueros! (Círculo Carlista)
- Fueros! Pacto Ley de 1841! (Círculo Integrista)
- La autonomía es la vida de los pueblos! (Círculo Republicano)
- Vivan las provincias Vasco-Navarras! (Ayuntamiento de Estella)

O Orfeão Pamplonês cantou o hino não oficial basco Gernikako arbola ("Árvore de Guernica") para finalizar o protesto. Reuniram-se mais de 120 000 assinaturas contra a lei (Navarra tinha então cerca de 300 000 habitantes), as quais foram apresentadas à regente Maria Cristina a 7 de junho.

Não se conseguiu a revogação da iniciativa do ministro, a qual foi aprovada nas Cortes Generales por 99 votos contra 8 (os dos navarros e o do deputado por Morella). A Corporação teve que ir a Madrid, onde foi chamada pelo governo central para negociar. Essas negociações também fracassaram, o que, segundo refere Echave Susaeta na sua obra El Partido Carlista y los Fueros, levou a regente Maria Cristina a consultar o general Arsenio Martínez-Campos Antón sobre a possibilidade de intervir. A resposta do general foi:
| “ | Senhora: Se se tratasse de outra província, podíamos pensar em impor a lei geral, empregando a força se fosse preciso; se se tratasse de Navarra isoladamente, ainda poderíamos ir por esse caminho, mas devemos compreender que Navarra tem a seu lado as três Vascongadas, e que se se apela à força contra aquela, farão causa comum todos os bascos, e com eles todos os carlistas de Espanha, que provocariam um levantamento naquelas províncias de carácter geral, e em tal caso desencadear-se-à novamente a guerra civil. | ” |

No entanto, a lei não chegou a ser aplicada, pois o ministro Gamazo demitiu-se por causa à revolta em Cuba e foi substituído  por Amós Salvador Rodrigáñez, que apresentou outro projeto em 1895 que não chegou a ser debatido nas Cortes.
A defesa dos forais fortaleceu a união com as outras três províncias de regima foral (Biscaia, Álava e Guipúscoa), reativando o lema "Laurat Bat" ("união de quatro" ou "quatro numa"). O povo, em contraste com a postura da Deputação, deu um forte conteúdo político reivindicando a recuperação da soberania perdida em 1839, com o "Decreto da Confirmação de Forais".
Para comemorar o feito, muitas localidades de Navarra deram às ruas e praças mais importantes o nome de Fueros. Em Pamplona foi erigido em frente ao Palácio da Deputação (ou de Navarra) o Monumento aos Forais de Navarra, como símbolo da liberdade navarra. O memorial, da autoria do arquiteto Manuel Martínez de Ubago, foi financiado por subscrição pública, finalizado em 1903 e nunca chegou a ser oficialmente inaugurado.